# Manuela Vilar del Valle
Manuela Vilar del Valle Dupuy (25 maart 1994) is een Uruguayaans hockeyster.

## Levensloop
Vilar del Valle begon haar carrière bij Yacht Club Uruguayo, waarna ze drie seizoenen actief was hij het Argentijnse CA River Plate. In 2017 keerde ze terug naar haar jeugdclub. In 2019 maakte ze vervolgens de overstap naar de Nederlandse competitie en ging ze aan de slag bij Oranje-Rood. Na één seizoen bij deze club sloot ze aan bij VMH MOP. Sinds 2021 komt ze uit voor het Belgische KHC Dragons. Met deze club won ze onder meer de Eurohockey Club Trophy in 2022 en 2023.
Daarnaast is ze actief bij het Uruguayaans hockeyteam. Met het nationaal team won ze onder meer brons op het Zuid-Amerikaans kampioenschap van 2013 en de Zuid-Amerikaanse Spelen van 2014 die beiden plaats vonden in Santiago.